# 李家堡乡 (绥中县)
李家堡乡，是中华人民共和国辽宁省葫芦岛市绥中县下辖的一个乡镇级行政单位。

## 行政区划
李家堡乡下辖以下地区：
李家堡村、闫家岭村、上荆村、下荆村、石牌坊村、常家沟村、大堡子村、新堡子村、张家场村、马营子村、边门村、铁厂堡村、老虎村和娄家村。